# ソユルガトミシュ
ソユルガトミシュ（? - 1388年）は、ティムールによって擁立された西チャガタイ・ハン国のハン（在位：1370年 - 1388年）。
かつて西チャガタイ・ハン国の有力者カザガンがハンとして擁立し、その後殺害したダーニシュマンドジの息子。

## 生涯
1366年頃から活動が史料上に見られ、ティムール配下の優秀な武将であった。
ティムールの覇権が確立した1370年に西チャガタイ・ハン国の名目上の君主として擁立された。
1388年、病没。